# Consonante sibilante
Una consonante sibilante es un tipo de consonante fricativa que se articula proyectando un chorro de aire a lo largo de un estrecho canal formado por la lengua en la cavidad bucal, que desemboca en un obstáculo, como los dientes. También se llama «fricativa de obstáculo». 

## Terminología
El término sibilante se usa frecuentemente como sinónimo de estridente, aunque técnicamente esto es inexacto:
- El término sibilante indica desde un punto de vista articulatorio o aerodinámico un obstáculo que genera un sonido aperiódico.
- En cambio el término estridente se refiere a una cualidad perceptiva de un sonido, y se determina en amplitud y frecuencia, con independencia del modo articulatorio.

Las consonantes sibilantes son más agudas que sus correspondientes contrapartidas no-sibilantes, y la mayoría de la energía acústica de las sibilantes se produce en altas frecuencias:
- El sonido lamino-dental [s] tiene la mayor parte de su energía en torno a los 8000 Hz, y puede llegar a presentar emisión incluso en la banda de los 10 000 Hz.
- El sonido prepalatal [ʃ] tiene el grueso de su emisión en torno a 4000 Hz, pero su espectro de energía puede llegar a cubrir incluso las regiones en torno a 8000 Hz.